# دهستان ماسال
دهستان ماسال یکی از دهستان‌های بخش مرکزی شهرستان ماسال در استان گیلان ایران است. این دهستان در بخش مرکزی شهرستان ماسال قرار دارد و براساس سرشماری مرکز آمار ایران در سال ۱۳۹۰، جمعیت آن ۵۱۴۶ نفر (در ۱۴۶۲ خانوار) بوده‌است.